# Suflet pustiu
Suflet pustiu (engleză: Dying Inside) este un roman științifico-fantastic de Robert Silverberg despre telepatie, prima oară publicat în mai 1972 de Charles Scribner's Sons. A fost nominalizat la Premiul Nebula în 1972 și a fost nominalizat la Premiul Hugo și Premiul Locus în 1973 și Premiul John W. Campbell Memorial. Este un roman asemănător ca temă cu Supraoamenii (More Than Human) de Theodore Sturgeon.  Romanul este parțial autobiografic și este clasificat ca făcând parte din a doua perioadă de creație a lui Robert Silverberg, între 1967 și 1976, iar unii critici îl consideră ca fiind capodopera autorului. Este compus din douăzeci și șase de capitole.
Silverberg a finalizat acest roman în nouă săptămâni, acesta fiind un ritm lent pentru el în comparație cu romanele sale anterioare.

## Prezentare
David Selig, protagonistul romanului, se consideră el însuși un eșec total, totuși  el are un cadou ieșit din comun: este telepatic. Acesta este un necunoscut ce străbate străzile New York-ului anilor 1940 și a cărui putere dispare încetul cu încetul.

## Personaje
- David Selig - personajul principal al cărții.
- Judith Hannah Selig - sora adoptată a lui David, cu 10 ani mai tânără ca el.
- Kitty Holstein -  prima femeie de care s-a îndrăgostit David. El nu a putut citi mintea ei. Printr-o scrisoare, el îi va dezvălui darul său;
- Martha Selig - mama lui David.
- Paul Selig - tatăl lui David.
- Tom Nyquist - un prieten de-al lui David, de asemenea un telepat. Nyquist este un pic mai în vârstă decât David. El este în antiteză cu David: este încrezător, fără remușcări, se bucură de toate avantajele darului său.
- Toni - o altă femeie din viata lui David.
- Claude Guermantes - profesor de literatură franceză
- Dr Karl F. Silvestri - unul dintre numeroșii iubiți ai lui Judith.

## Aluzii literare și altele
Una dintre caracteristicile cele mai izbitoare ale romanului este frecventa referire pe care o face la diverși artiști, scriitori și alte cadre universitare, inclusiv alte persoane notabile:
- Poeți: Dante Alighieri, Charles Baudelaire, Robert Browning, Thomas Carew, Richard Crashaw, John Donne, T. S. Eliot, Allen Ginsberg, Johann Wolfgang Goethe, Homer, Rudyard Kipling, Contele de Lautréamont, Stéphane Mallarmé, Pindar, Ezra Pound, Arthur Rimbaud, Lord Tennyson, Thomas Traherne, Paul Verlaine, W. B. Yeats
- Pictori: Hieronymus Bosch, Pieter Bruegel, M. C. Escher, El Greco, Pablo Picasso, Giovanni Battista Piranesi
- Compozitori: Johann Sebastian Bach, Béla Bartók, Ludwig van Beethoven, Alban Berg, Gustav Mahler, Claudio Monteverdi, Giovanni Pierluigi da Palestrina, Arnold Schoenberg, Igor Stravinsky, Richard Wagner
- Dramaturgi: Aeschylus, Samuel Beckett, William Cartwright, Euripide, Ben Jonson, William Shakespeare, George Bernard Shaw, Sofocle
- Romancieri: Isaac Asimov, Honoré de Balzac, John Barth, Saul Bellow, J. D. Beresford, Ray Bradbury, William S. Burroughs, Louis-Ferdinand Céline, Arthur C. Clarke, Joseph Conrad, Fyodor Dostoevsky, William Faulkner, F. Scott Fitzgerald, E. M. Forster, Jean Genet, Dashiell Hammett, Thomas Hardy, Robert A. Heinlein, Joseph Heller, Ernest Hemingway, Aldous Huxley, James Joyce, Franz Kafka, D. H. Lawrence, Harper Lee, Norman Mailer, Bernard Malamud, André Malraux, Thomas Mann, George Orwell, Marcel Proust, Thomas Pynchon, Rafael Sabatini, Walter Scott, Olaf Stapledon, Theodore Sturgeon, William Makepeace Thackeray, Mark Twain, John Updike, Jules Verne, H. G. Wells, Virginia Woolf, Émile Zola
- Filozofi: Thomas Aquinas, Aristotel, Augustin de Hipona, Simone de Beauvoir, Søren Kierkegaard, Arthur Koestler, Lao Zi, Claude Lévi-Strauss, Karl Marx, Michel de Montaigne, Bertrand Russell, Henry David Thoreau, Arnold Toynbee
- Oameni de știință și pseudo-oameni de știință: Alfred Adler, William Bates, Edgar Cayce, Sigmund Freud, Josiah Willard Gibbs, Carl Jung,  Timothy Leary, Wilhelm Reich, J. B. Rhine, Immanuel Velikovsky, Norbert Wiener, Karl Zener